# Balassa Zsigmond
Gyarmathi báró Balassa Zsigmond (1572. – 1623. február) királyi kamarás, Nógrád vármegye főispánja. A költő Balassi Bálint unokatestvére.
Tanulmányait itthon és a német egyetemeken végezte; 1595-ben tartotta menyegzőjét Krakkóban Zborovszky herceg leányával, Erzsébettel. 1609-ben az országgyűlés Sziléziába küldte követül. Utazott Német-, Olasz- és Franciaországban; volt Rómában is.
Három szónoklati műve található Iunius Menyhért: Orationum, quae Argentoratensi in Academia… scriptae et recitatae fuerunt c. munkájában (Argentorati, 1620. II. 155. 183. 305. l.):
- De recreationibus illustrium ac generosorum
- De feudis conferendis
- De mutatione legum.